# Sebastian Olszar
Sebastian Olszar (ur. 16 grudnia 1981 w Cieszynie) – polski piłkarz grający na pozycji napastnika. Od 2015 roku radny miasta Świnoujście.

## Kariera klubowa
Jest wychowankiem niemieckiego klubu VfB Oldenburg. Wiosną 2008 roku występował w Zagłębiu Sosnowiec, później w Piaście Gliwice. Od 14 czerwca 2010 do 29 lutego 2012 był piłkarzem Ruchu Chorzów. 11 marca 2014 roku został piłkarzem Floty Świnoujście, podpisując z tym klubem kontrakt do końca roku.
W Ekstraklasie zadebiutował 23 maja 2001 roku w barwach Górnika Zabrze w wygranym 2:0 wyjazdowym meczu z Polonią Warszawa i do tej pory rozegrał w niej 115 meczów, strzelając 22 gole (stan na 23 listopada 2014). Swój setny występ w polskiej najwyższej klasie rozgrywkowej zaliczył 12 września 2010 roku w barwach Ruchu Chorzów w wygranym 1:0 meczu z Legią Warszawa rozegranym w Chorzowie. W 2015 roku został radnym miasta Świnoujście po złożeniu mandatu przez Andrzeja Szczodrego z Grupy Morskiej - Cała Naprzód.